# Junonia bergi
Junonia bergi är en fjärilsart som beskrevs av Andrej Nikolajewitsch Avinoff 1926. Junonia bergi ingår i släktet Junonia och familjen praktfjärilar. Inga underarter finns listade i Catalogue of Life.